# Lorditomaeus aequus
Lorditomaeus aequus är en skalbaggsart som beskrevs av Schmidt 1908. Lorditomaeus aequus ingår i släktet Lorditomaeus och familjen Aphodiidae. Inga underarter finns listade i Catalogue of Life.